# Glâmbocata
Glâmbocata – wieś w Rumunii, w okręgu Ardżesz, w gminie Leordeni. W 2011 roku liczyła 454 mieszkańców.